# Anthony St Clair-Erskine (6e comte de Rosslyn)
Anthony Hugh Francis Harry St Clair-Erskine (22 novembre 1917 - 22 novembre 1977), titré Lord Loughborough de 1929 à 1939, puis 6e comte de Rosslyn, est un pair britannique. Les terres du comte comprennent la célèbre Chapelle de Rosslyn.

## Jeunesse
Lord Rosslyn est né à Londres le 18 mai 1917 et est connu sous le nom de « Tony ». Il est le fils aîné de Margaret Sheila Mackellar Chisholm (1898-1969) et de Francis Edward Scudamore St Clair-Erskine, titré Lord Loughborough (1892-1929), qui est connu comme « l'homme qui a fait sauter la banque à Monte-Carlo ». Son frère cadet est Peter George Alex St Clair-Erskine, qui sert dans la Royal Air Force jusqu'à sa mort en 1939. Ses parents divorcent en 1926 et sa mère épouse John Milbanke, onzième baronnet en 1928. Ils divorcent également et elle épouse le prince Dmitri Alexandrovitch de Russie en 1954.
Son grand-père maternel est Harry Chisholm de Sydney. Ses grands-parents paternels sont James St Clair-Erskine, 5e comte de Rosslyn et Violet Aline Vyner (la deuxième fille et cohéritière de Robert Charles de Gray Vyner de Gautby Hall et Newby Hall). Ses grands-parents divorcent en 1902 et sa grand-mère épouse le pilote automobile anglais Charles Jarrott en 1903 (ils sont les parents du réalisateur Charles Jarrott). Par sa demi-tante, Lady Mary, il est un cousin de Serena Mary Dunn, qui épouse Jacob Rothschild, 4e baron Rothschild et Nell Mary Dunn, qui épouse Jeremy Sandford et devient dramaturge et auteur.

## Carrière
À la mort de son grand-père le 10 août 1939, alors que son père meurt avant son grand-père, Anthony devient 6e comte de Rosslyn,. Lord Rosslyn est un ami du futur président américain John F. Kennedy, et lui écrit en 1940, déclarant:
"J'ai lu votre livre et je l'ai trouvé très bien. C'était magnifiquement écrit, bien que la plupart des Américains n'écrivent pas magnifiquement." 
 En 1950, Lord Rosslyn ajoute un vitrail commémoratif dans le baptistère Chapelle de Rosslyn, conçu par William Wilson, dédié à son défunt frère, un pilote décédé en service actif en 1939, et à son beau-père, Wg Cdr Sir John Milbanke, 11e baronnet, décédé en 1947 des suites de blessures subies également pendant la Seconde Guerre mondiale . Plus tard dans les années 1950, il dirige également un programme de travaux pour réparer le toit et nettoyer les sculptures intérieures de la chapelle . En 1970, Lord Rosslyn ajoute un deuxième vitrail, conçu sur le thème de Saint François d'Assise par Carrick Whalen, et dédié à sa mère, la princesse Dimitri de Russie décédée en 1969 .

## Vie privée
Le 3 août 1955, Lord Rosslyn épouse Athenais de Rochechouart de Mortemart, fille unique de Louis Victor de Mortemart, duc de Vivonne. Avant leur divorce en 1962, ils sont parents de deux enfants:
- Caroline St Clair-Erskine (née en 1956), qui épouse Michael Francis Marten, fils unique du lieutenant-colonel Francis William Marten (fils aîné du vice-amiral Francis Arthur Marten) et Avice Irene Venables-Vernon (fille unique de Francis Venables-Vernon, 9e baron Vernon), en 1991[3]
- Peter St Clair-Erskine, 7e comte de Rosslyn (né en 1958), qui épouse Helen Watters en 1982[11]

Lord Rosslyn est décédé le 22 novembre 1977 à Midlothian et est enterré à la Chapelle de Rosslyn en Écosse.